# Single (typ)
Single – typ danych stosowany w językach programowania takich jak Pascal, przeznaczony dla reprezentowania liczb rzeczywistych oparty na standardzie IEEE 754. Jest to najmniej dokładny z trzech typów zmiennoprzecinkowych (pozostałe to double i long double). Nazwa pochodzi od angielskiego single precision, czyli pojedyncza precyzja.
Rozmiar zmiennej typu single wynosi 4 bajty.

## Przykłady reprezentacji
```
 3f80 0000   = 1
 c000 0000   = -2
```

```
 7f7f ffff   ~ 3.4028234 x 10
38
  (Max Single)
```

```
 3eaa aaaa   ~ 1/3
```

```
 0000 0000   = 0
 8000 0000   = -0
```

```
 7f80 0000   = nieskończoność
 ff80 0000   = -nieskończoność
```